# Tjederia namaquensis
Tjederia namaquensis är en insektsart som beskrevs av Mansell 1977. Tjederia namaquensis ingår i släktet Tjederia och familjen Nemopteridae. Inga underarter finns listade i Catalogue of Life.